# Chick Churchill
Chick Churchill (* Michael George Churchill, 2. ledna 1946, Ilkeston, Derbyshire, Anglie) je klávesák britské kapely Ten Years After.

## Kariéra
Churchill začal hrát na klavír v šesti letech a do patnácti let studoval klasickou hudbu. Začal se zajímat o blues a rock a stal se členem kapely Sons of Adam. Pak Churchill poznal Alvina Leeho z The Jaybirds a brzo se stal jejich klávesákem. V listopadu 1966 se přejmenovali na Ten Years After. S touto kapelou hrál Churchill na významných rockových festivalech včetně Woodstocku v roce 1969 nebo Isle of Wight Festivalu 29. srpna 1970. V roce 1973 nahrál sólové album You and Me, na kterém se podíleli i Rick Davies a Roger Hodgson z kapely Supertramp. Ten Years After se rozpadli v roce 1976.